# Louis Ichard
Pour les articles homonymes, voir Ichard.
Louis Claude Ichard, né le 2 janvier 1901 à Cette (aujourd'hui Sète) et mort dans le même ville le 29 novembre 1986, est un athlète français spécialiste des courses de fond.

## Carrière
Il est sacré champion de France du marathon (30 km) en 1920. Il dispute le marathon des Jeux olympiques d'été de 1920 à Anvers mais abandonne en cours de route. 
Sur 10 000 mètres, son record personnel est de 33 min 03 s 2, réalisés à Nîmes le 17 juin 1923.